# Tour d'Oman 2011
La 2e édition du Tour d'Oman s'est déroulée du 15 au 20 février 2011. Organisé par ASO, il est classé par l'UCI en catégorie 2.1 au sein de l'UCI Asia Tour.
Le Néerlandais Robert Gesink (Rabobank) vainqueur de deux étapes s'est adjugé le classement général.

## Présentation de l'épreuve

### Parcours
Les 2 étapes décisives pour le classement général seront la 4e (arrivée au sommet de la Green Mountain) et la 5e (contre-la-montre de 18,5 km).

### Participants

#### Équipes
Seize équipes composées de huit coureurs se trouveront au départ de l'épreuve :
- 10 équipes ProTour : Astana, BMC Racing, Garmin-Cervélo, HTC-Highroad, Quick Step, Sky, Lampre-ISD, Liquigas-Cannondale, Rabobank, Leopard-Trek
- 5 équipes continentales professionnelles : FDJ, Topsport Vlaanderen-Mercator, Skil-Shimano, Geox-TMC, Farnese Vini-Neri Sottoli
- 1 équipe continentale : An Post-Sean Kelly

## Étapes
| Étape     | Date       | Villes étapes                            | km       | Vainqueur d’étape | Leader du classement général |
| --------- | ---------- | ---------------------------------------- | -------- | ----------------- | ---------------------------- |
| 1re étape | 15 février | Al Sawadi – Al Seeb                      | 158      | Theo Bos          | Theo Bos                     |
| 2e étape  | 16 février | Mascate – Al Wutayya                     | 150      | Matthew Goss      | Matthew Goss                 |
| 3e étape  | 17 février | Sour – Sour                              | 208      | Theo Bos          | Matthew Goss                 |
| 4e étape  | 18 février | Sultan Qaboos University – Djebel Akhdar | 157      | Robert Gesink     | Robert Gesink                |
| 5e étape  | 19 février | Al Jissah – Al Jissah                    | 18 (clm) | Robert Gesink     | Robert Gesink                |
| 6e étape  | 20 février | Qurayyat – Matrah                        | 157      | Mark Cavendish    | Robert Gesink                |

## Récit

### 1reétape
Cette 1re étape de 158 km est plutôt plate, avec 2 sprints intermédiaires, au km 41,5 et 77,9. Ce dernier est le point culminant de l'étape (190 m).
|   | Coureur              | Pays        | Équipe       |    | Temps           |
| - | -------------------- | ----------- | ------------ | -- | --------------- |
| 1 | Theo Bos             | Pays-Bas    | Rabobank     | en | 3 h 38 min 29 s |
| 2 | Mark Cavendish       | Royaume-Uni | HTC-Highroad | +  | m.t.            |
| 3 | Roger Kluge          | Allemagne   | Skil-Shimano |    | m.t.            |
| 4 | Edvald Boasson Hagen | Norvège     | Sky          |    | m.t.            |
| 5 | Denis Galimzyanov    | Russie      | Katusha      |    | m.t.            |

|   | Coureur        | Pays        | Équipe              |    | Temps           |
| - | -------------- | ----------- | ------------------- | -- | --------------- |
| 1 | Theo Bos       | Pays-Bas    | Rabobank            | en | 3 h 38 min 19 s |
| 2 | Mark Cavendish | Royaume-Uni | HTC-Highroad        | +  | 04 s            |
| 3 | Pieter Serry   | Belgique    | Vlaanderen-Mercator |    | m.t.            |
| 4 | Roger Kluge    | Allemagne   | Skil-Shimano        |    | 06 s            |
| 5 | Mark McNally   | Royaume-Uni | An Post-Sean Kelly  |    | 07 s            |

### 2eétape
Cette étape de 150 km est très légèrement vallonnée. Au km 81.5, le 1er sprint intermédiaire sera placé, après une ascension.
|   | Coureur              | Pays      | Équipe       |    | Temps           |
| - | -------------------- | --------- | ------------ | -- | --------------- |
| 1 | Matthew Goss         | Australie | HTC-Highroad | en | 3 h 18 min 17 s |
| 2 | Daniele Bennati      | Italie    | Leopard-Trek | +  | m.t.            |
| 3 | Edvald Boasson Hagen | Norvège   | Sky          |    | m.t.            |
| 4 | Greg Van Avermaet    | Belgique  | BMC Racing   |    | m.t.            |
| 5 | Danilo Hondo         | Allemagne | Lampre-ISD   |    | m.t.            |

|   | Coureur              | Pays      | Équipe             |    | Temps           |
| - | -------------------- | --------- | ------------------ | -- | --------------- |
| 1 | Matthew Goss         | Australie | HTC-Highroad       | en | 6 h 56 min 36 s |
| 2 | Daniele Bennati      | Italie    | Leopard-Trek       | +  | 04 s            |
| 3 | Edvald Boasson Hagen | Norvège   | Sky                |    | 06 s            |
| 4 | Pieter Serry         | Belgique  | An Post-Sean Kelly |    | 07 s            |
| 5 | Tanel Kangert        | Estonie   | Astana             |    | 09 s            |

### 3eétape
La plus longue étape de ce Tour d'Oman (208 km) est très légèrement vallonnée, et comprend 2 sprints intermédiaires (62,3 et 130,5).
|   | Coureur              | Pays      | Équipe         |    | Temps           |
| - | -------------------- | --------- | -------------- | -- | --------------- |
| 1 | Theo Bos             | Pays-Bas  | Rabobank       | en | 5 h 14 min 41 s |
| 2 | Daniele Bennati      | Italie    | Leopard-Trek   | +  | m.t.            |
| 3 | Matthew Goss         | Australie | HTC-Highroad   |    | m.t.            |
| 4 | Edvald Boasson Hagen | Norvège   | Sky            |    | m.t.            |
| 5 | Heinrich Haussler    | Australie | Garmin-Cervélo |    | m.t.            |

|   | Coureur              | Pays      | Équipe                    |    | Temps            |
| - | -------------------- | --------- | ------------------------- | -- | ---------------- |
| 1 | Matthew Goss         | Australie | HTC-Highroad              | en | 12 h 11 min 13 s |
| 2 | Daniele Bennati      | Italie    | Leopard-Trek              | +  | 02 s             |
| 3 | Edvald Boasson Hagen | Norvège   | Sky                       |    | 10 s             |
| 4 | Pieter Serry         | Belgique  | An Post-Sean Kelly        |    | 11 s             |
| 5 | Patrik Sinkewitz     | Allemagne | Farnese Vini-Neri Sottoli |    | 11 s             |

### 4eétape
Cette quatrième étape, longue de 157,5 km, comprend deux sprints intermédiaires et arrive à Jabar al Akhdhar, après une ascension de six kilomètres présentant une pente de 10 % en moyenne, dont les deux derniers kilomètres à 13 %.
|   | Coureur               | Pays       | Équipe                    |    | Temps           |
| - | --------------------- | ---------- | ------------------------- | -- | --------------- |
| 1 | Robert Gesink         | Pays-Bas   | Rabobank                  | en | 4 h 03 min 58 s |
| 2 | Edvald Boasson Hagen  | Norvège    | Sky                       | +  | 47 s            |
| 3 | Dries Devenyns        | Belgique   | Quick Step                |    | 51 s            |
| 4 | Giovanni Visconti     | Italie     | Farnese Vini-Neri Sottoli |    | 53 s            |
| 5 | Christian Vande Velde | États-Unis | Garmin-Cervélo            |    | m.t.            |

|   | Coureur               | Pays       | Équipe                    |    | Temps            |
| - | --------------------- | ---------- | ------------------------- | -- | ---------------- |
| 1 | Robert Gesink         | Pays-Bas   | Rabobank                  | en | 16 h 15 min 18 s |
| 2 | Edvald Boasson Hagen  | Norvège    | Sky                       | +  | 44 s             |
| 3 | Dries Devenyns        | Belgique   | Quick Step                |    | 57 s             |
| 4 | Christian Vande Velde | États-Unis | Garmin-Cervélo            |    | 1 min 03 s       |
| 5 | Giovanni Visconti     | Italie     | Farnese Vini-Neri Sottoli |    | m.t.             |

### 5eétape
La 5e étape est un contre-la-montre de 18,5 km, marqué par l'ascension à 2 reprises du Climb of al Jissah.
|   | Coureur              | Pays     | Équipe                    |    | Temps       |
| - | -------------------- | -------- | ------------------------- | -- | ----------- |
| 1 | Robert Gesink        | Pays-Bas | Rabobank                  | en | 29 min 17 s |
| 2 | Giovanni Visconti    | Italie   | Farnese Vini-Neri Sottoli | +  | 16 s        |
| 3 | Marco Pinotti        | Italie   | HTC-Highroad              |    | 24 s        |
| 4 | Fabian Cancellara    | Suisse   | Leopard-Trek              |    | 27 s        |
| 5 | Edvald Boasson Hagen | Norvège  | Sky                       |    | 29 s        |

|   | Coureur               | Pays       | Équipe                    |    | Temps            |
| - | --------------------- | ---------- | ------------------------- | -- | ---------------- |
| 1 | Robert Gesink         | Pays-Bas   | Rabobank                  | en | 16 h 44 min 38 s |
| 2 | Edvald Boasson Hagen  | Norvège    | Sky                       | +  | 1 min 13 s       |
| 3 | Giovanni Visconti     | Italie     | Farnese Vini-Neri Sottoli |    | 1 min 19 s       |
| 4 | Michael Albasini      | Suisse     | HTC-Highroad              |    | 1 min 52 s       |
| 5 | Christian Vande Velde | États-Unis | Garmin-Cervélo            |    | 2 min 04 s       |

### 6eétape
Le début d'étape passe le Climb of Qurayyat, dont le sommet est au km 12, et un sprint intermédiaire (km 31). Le final est un circuit de 7 km à parcourir 8 fois, avec un sprint intermédiaire à disputer lors du troisième passage sur la ligne d'arrivée.
|   | Coureur           | Pays        | Équipe                    |    | Temps           |
| - | ----------------- | ----------- | ------------------------- | -- | --------------- |
| 1 | Mark Cavendish    | Royaume-Uni | HTC-Highroad              | en | 3 h 39 min 58 s |
| 2 | Denis Galimzyanov | Russie      | Katusha                   | +  | m.t             |
| 3 | Andrea Guardini   | Italie      | Farnese Vini-Neri Sottoli |    | m.t             |
| 4 | Matteo Pelucchi   | Italie      | Geox-TMC                  |    | m.t             |
| 5 | Francesco Chicchi | Italie      | Quick Step                |    | m.t             |

|   | Coureur               | Pays       | Équipe                    |    | Temps            |
| - | --------------------- | ---------- | ------------------------- | -- | ---------------- |
| 1 | Robert Gesink         | Pays-Bas   | Rabobank                  | en | 20 h 24 min 36 s |
| 2 | Edvald Boasson Hagen  | Norvège    | Sky                       | +  | 1 min 13 s       |
| 3 | Giovanni Visconti     | Italie     | Farnese Vini-Neri Sottoli |    | 1 min 19 s       |
| 4 | Michael Albasini      | Suisse     | HTC-Highroad              |    | 1 min 52 s       |
| 5 | Christian Vande Velde | États-Unis | Garmin-Cervélo            |    | 2 min 04 s       |

## Classements finals

### Classement général
|    | Cycliste              | Pays       | Équipe                    |    | Temps            |
| -- | --------------------- | ---------- | ------------------------- | -- | ---------------- |
| 1  | Robert Gesink         | Pays-Bas   | Rabobank                  | en | 20 h 24 min 36 s |
| 2  | Edvald Boasson Hagen  | Norvège    | Sky                       | +  | 1 min 13 s       |
| 3  | Giovanni Visconti     | Italie     | Farnese Vini-Neri Sottoli |    | 1 min 19 s       |
| 4  | Michael Albasini      | Suisse     | HTC-Highroad              |    | 1 min 52 s       |
| 5  | Christian Vande Velde | États-Unis | Garmin-Cervélo            |    | 2 min 04 s       |
| 6  | Fabian Cancellara     | Suisse     | Leopard-Trek              |    | 2 min 11 s       |
| 7  | Dries Devenyns        | Belgique   | Quick Step                |    | 2 min 13 s       |
| 8  | Maxime Monfort        | Belgique   | Leopard-Trek              |    | 2 min 19 s       |
| 9  | Patrik Sinkewitz      | Allemagne  | Farnese Vini-Neri Sottoli |    | 2 min 51 s       |
| 10 | Juan Antonio Flecha   | Espagne    | Sky                       |    | 3 min 03 s       |

### Classements annexes

#### Classement par points
|   | Cycliste             | Équipe   | Points |
| - | -------------------- | -------- | ------ |
| 1 | Edvald Boasson Hagen | Sky      | 41     |
| 2 | Theo Bos             | Rabobank | 31     |
| 3 | Robert Gesink        | Rabobank | 30     |

#### Classement du meilleur jeune
|   | Cycliste             | Équipe   | Temps               |
| - | -------------------- | -------- | ------------------- |
| 1 | Robert Gesink        | Rabobank | en 20 h 24 min 36 s |
| 2 | Edvald Boasson Hagen | Sky      | + 1 min 13 s        |
| 3 | Arnold Jeannesson    | FDJ      | + 4 min 58 s        |

#### Cclassement par équipes
|   | Équipe       | Pays        | Temps               |
| - | ------------ | ----------- | ------------------- |
| 1 | Leopard-Trek | Luxembourg  | en 61 h 21 min 34 s |
| 2 | Sky          | Royaume-Uni | + 2 min 45 s        |
| 3 | BMC Racing   | États-Unis  | + 6 min 40 s        |

## Évolution des classements
| Étape            | Vainqueur        | Classement général | Classement par points | Classement du meilleur jeune | Cclassement par équipes |
| ---------------- | ---------------- | ------------------ | --------------------- | ---------------------------- | ----------------------- |
| 1                | Theo Bos         | Theo Bos           | Theo Bos              | Pieter Serry                 | Sky                     |
| 2                | Matthew Goss     | Matthew Goss       | Edvald Boasson Hagen  | Matthew Goss                 | Sky                     |
| 3                | Theo Bos         | Matthew Goss       | Theo Bos              | Matthew Goss                 | Sky                     |
| 4                | Robert Gesink    | Robert Gesink      | Edvald Boasson Hagen  | Robert Gesink                | Leopard-Trek            |
| 5                | Robert Gesink    | Robert Gesink      | Edvald Boasson Hagen  | Robert Gesink                | Leopard-Trek            |
| 6                | Mark Cavendish   | Robert Gesink      | Edvald Boasson Hagen  | Robert Gesink                | Leopard-Trek            |
| Classement final | Classement final | Robert Gesink      | Edvald Boasson Hagen  | Robert Gesink                | Leopard-Trek            |